# Mârșa
Mârșa è un comune della Romania di 2 779 abitanti, ubicato nel distretto di Giurgiu, nella regione storica della Muntenia.